# Thomas Woodcock

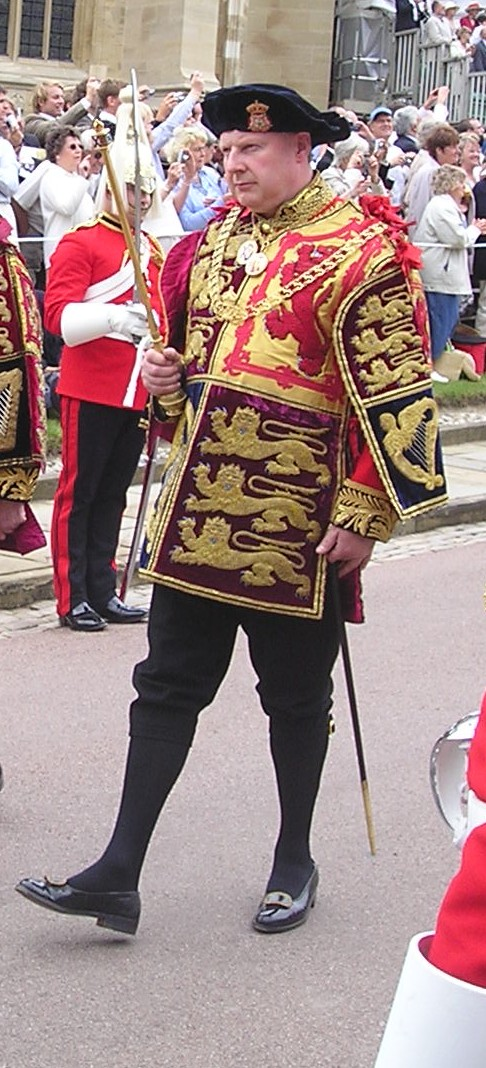
Thomas Woodcock als Norroy and Ulster King of Arms, 2006

Wappen des Thomas Woodcock, verliehen 20. April 1961

Sir Thomas Woodcock, KCVO, DL, FSA, FHS, FRHSC (* 20. Mai 1951), ist ein englischer Jurist, Genealoge und Heraldiker. Von 2010 bis 2021 war er als Garter Principal King of Arms Vorsteher des College of Arms zu London.

## Laufbahn
Woodcock besuchte das Eton College. Er schloss ein Studium an der University of Durham als Bachelor of Arts und eines am Darwin College der University of Cambridge als Bachelor of Laws ab. Anschließend wurde er bei der Anwaltskammer Inner Temple in London als Barrister zugelassen.
Seine heraldische Laufbahn begann 1975 als wissenschaftlicher Mitarbeiter des damaligen Garter Principal King of Arms Sir Anthony Wagner. Im Jahre 1978 wurde er zum Rouge Croix Pursuivant, und im Jahr 1982 zum Somerset Herald berufen. Woodcock hielt dieses Amt bis zu seiner Ernennung zum Norroy and Ulster King of Arms am 29. April 1997. Vom 1. April 2010 bis 30. Juni 2021 war er Garter Principal King of Arms und damit oberster Herold Englands.

## Orden, Auszeichnungen und Mitgliedschaften
Im Rahmen der Birthday Honours 1996 wurde Woodcock als Lieutenant (LVO) in den Royal Victorian Order aufgenommen, im Rahmen der Birthday Honours 2011 wurde er zum Commander (CVO) und im Rahmen der Birthday Honours 2021 zum Knight Commander (KCVO) desselben Ordens erhoben.
Von 2017 bis 2021 amtierte er als Genealoge des Order of Saint John und wurde im Juli 2018 zum Officer (OStJ) dieses Ordens ernannt.
Im Dezember 2005 erhielt er das Amt des Deputy Lieutenant von Lancashire.
Er ist seit 1990 Fellow der Society of Antiquaries of London (FSA) und erhielt 2015 mit deren Society Medal ausgezeichnet. Seit 1996 ist er Fellow der The Heraldry Society (FHS) und seit 1998 des Roxburghe Clubs, des ältesten bibliophilen Clubs der Welt. Zudem ist er Fellow der Royal Heraldry Society of Canada (FRHSC).

## Veröffentlichungen
- Thomas Woodcock, John Martin Robinson: The Oxford Guide to Heraldry. Oxford University Press, Oxford 1988, ISBN 0-19-280226-7.
- Thomas Woodcock, John Martin Robinson: Heraldry in Historic Houses of Great Britain. National Trust, London 2000, ISBN 0-81-096691-3.